# Demokratyczna Republika Konga na Letnich Igrzyskach Olimpijskich 2020
Demokratyczną Republikę Konga na Letnich Igrzyskach Olimpijskich 2020 reprezentowało sześcioro zawodników : trzech mężczyzn i trzy kobiet. Był to 11 start reprezentacji Demokratycznej Republiki Konga na letnich igrzyskach olimpijskich.

## Skład kadry

### Boks
| Zawodnik               | Konkurencja           | 1/16             | 1/8              | Ćwierćfinał      | Półfinał         | Finał            | Finał   | Źródło |
| Zawodnik               | Konkurencja           | Przeciwnik Wynik | Przeciwnik Wynik | Przeciwnik Wynik | Przeciwnik Wynik | Przeciwnik Wynik | Miejsce | Źródło |
| ---------------------- | --------------------- | ---------------- | ---------------- | ---------------- | ---------------- | ---------------- | ------- | ------ |
| Fiston Mbaya Mulumba   | waga lekka mężczyzn   | Narimatsu P 0-5  | NQ               | NQ               | NQ               | NQ               | 17.     | [ 3 ]  |
| David Tshama           | waga średnia mężczyzn | Ntsengue W 3-2   | Valsaint P 1-4   | NQ               | NQ               | NQ               | 9.      | [ 4 ]  |
| Marcelat Sakobi Matshu | waga piórkowa kobiet  | Petecio P 0-5    | NQ               | NQ               | NQ               | NQ               | 17.     | [ 5 ]  |
| Naomie Yumba           | waga lekka kobiet     | Bye              | Kodirova P 0-5   | NQ               | NQ               | NQ               | 9.      | [ 6 ]  |

### Judo
| Zawodnik      | Konkurencja | 1/16                | 1/8                 | Ćwierćfinał         | Półfinał            | Repasaże            | Finał / 3.miejsce   | Finał / 3.miejsce | Źródła |
| Zawodnik      | Konkurencja | Przeciwniczka Wynik | Przeciwniczka Wynik | Przeciwniczka Wynik | Przeciwniczka Wynik | Przeciwniczka Wynik | Przeciwniczka Wynik | Pozycja           | Źródła |
| ------------- | ----------- | ------------------- | ------------------- | ------------------- | ------------------- | ------------------- | ------------------- | ----------------- | ------ |
| Marie Branser | -78 kg (k)  | Babincewa P 01-10   | NQ                  | NQ                  | NQ                  | NQ                  | NQ                  | 17.               | [ 7 ]  |

### Lekkoatletyka
| Zawodnik      | Konkurencja | Eliminacje | Eliminacje | 1 Runda | 1 Runda | Półfinał | Półfinał | Finał | Finał   | Źródło |
| Zawodnik      | Konkurencja | Wynik      | Miejsce    | Wynik   | Miejsce | Wynik    | Miejsce  | Wynik | Miejsce | Źródło |
| ------------- | ----------- | ---------- | ---------- | ------- | ------- | -------- | -------- | ----- | ------- | ------ |
| Oliver Mwimba | 100 m (m)   | 10,63      | 3.         | 10,97   | 9.      | NQ       | NQ       | NQ    | NQ      | [ 8 ]  |

### Taekwondo
| Zawodnik      | Konkurencja   | 1/8              | Ćwierćfinał      | Półfinał         | Repesaż          | Finał/3.miejsce  | Finał/3.miejsce | Źródło |
| Zawodnik      | Konkurencja   | Przeciwnik Wynik | Przeciwnik Wynik | Przeciwnik Wynik | Przeciwnik Wynik | Przeciwnik Wynik | Pozycja         | Źródło |
| ------------- | ------------- | ---------------- | ---------------- | ---------------- | ---------------- | ---------------- | --------------- | ------ |
| Naomie Katoka | -67 kg kobiet | Gbagbi P DSQ     | NQ               | NQ               | NQ               | NQ               | DSQ             | [ 9 ]  |